# Бисмарк (линеен кораб)
Вижте пояснителната страница за други значения на Бисмарк.
Бисмарк (на немски: Bismarck) е германски линеен кораб, един от най-известните кораби на Втората световна война. Главен кораб на едноименния тип линейни кораби. Кръстен е в чест на първия канцлер на Германската империя Ото фон Бисмарк. По време на своя единствен поход, през май 1941 г., потопява в Датския пролив британския флагман, линейния крайцер „Худ“ (на английски: HMS Hood). В лова на британския флот на „Бисмарк“, три дни по-късно, той е потопен.

## История на създаването и конструкция
Типът „Бисмарк“ (по-късно е построен още един кораб от този тип – това е линкор „Тирпиц“) първоначално се създава като наследник на „джобните линкори“ и основно е предназначен за воденето на рейдерски операции против търговските кораби. Така например обемът на резерва гориво на „Бисмарк“ е по-скоро характерен за тихоокеанските линкори, а показаната на изпитанията в Балтийско море скорост от 30,1 възела е една от най-високите в света за такива кораби.
След спускането на вода на втория френски линкор от типа „Дюнкерк“ проектът е изменен по посока последващо увеличение на размерите. „Бисмарк“ е първият след Първата световна война пълноценен линкор в германския флот: въоръжението му, включващо осем 380-мм оръдия SKC-34 в четири кули, му позволява равностойно да противостои на всеки линеен кораб. „Бисмарк“ по времето на своята служба е най-големият линкор в света.

## Строителство
Килът на „Бисмарк“ е заложен в корабостроителницата на фирмата Blohm & Voss в Хамбург на 1 юли 1936 г.
Корабът слиза от стапелите на 14 февруари 1939 г., в деня на свети Валентин. При спуска му на вода присъстват фюрера Адолф Хитлер и внучката на княз Бисмарк Доротея фон Левенфелд, която според традицията „кръщава“ кораба с бутилка шампанско.
На 24 август 1940 г. линкорът влиза в командване на капитана първи ранг Ернст Линдеман. Монтирането на оборудването и изпитанията на кораба продължават до пролетта на 1941 г.

## История на службата

### Атлантически рейд
Операцията „Рейнски учения“ (на немски: Rheinübung) предвижда излизането на „Бисмарк“ и тежкия крайцер „Принц Ойген“ (на немски: Prinz Eugen) в Атлантика през Датския пролив. Главната цел на операцията са търговските кораби по британските морски комуникации. Предполага се, че „Бисмарк“ ще отвлича към себе си корабите от конвоя, за да даде на „Принц Ойген“ възможността да се добере до търговските кораби. Назначеният да командва операцията адмирал Гюнтер Лютиенс моли командването да отложи началото на операцията, за да може към нея да се присъединят преминаващият изпитания в момента „Тирпиц“, ремонтиращият се „Гнайзенау“ или намиращият се в Брест линкор „Шарнхорст“. Главнокомандващият германската флота гросадмирал Ерих Редер отказва. На 18 май 1941 г. „Бисмарк“ и „Принц Ойген“ отплават от базата на кригсмарине в Хотенхафен (днес полското пристанище Гдиня).
На 20 май „Бисмарк“ е забелязан от шведския крайцер „Готланд“; на същия ден за ескадрата, включваща два големи кораба, съобщават и членовете на норвежката Съпротива. На 21 май 1941 г. британското Адмиралтейство получава от своето военно аташе в Швеция съобщение за това, че в пролива Категат са забелязани два големи кораба. От 21 до 22 май германското съединение спира във фиордите около норвежкия град Берген, където „Бисмарк“ и „Принц Ойген“ са пребоядисани в сивостоманения камуфлаж на океански рейдер, а „Принц Ойген“ допълнително взема гориво от танкера „Волин“. „Бисмарк“ не се дозарежда, което, както става ясно по-късно, е сериозна грешка.
По време на престоя корабите са забелязани и фотографирани от самолет-разузнавач на британските ВВС „Спитфайър“. Вече британската страна може да идентифицира „Бисмарк“. Към мястото са изпратени британски бомбардировачи, обаче към това време германските кораби са го напуснали. „Бисмарк“ и „Принц Ойген“ незабелязано преминават в Норвежко море и пресичат Северния полярен кръг. Британците междувременно ги издирва много по-южно.
Командващият британския Хоум-флийт адмирал Джон Тови насочва линейния крайцер „Худ“ и линкора „Принс оф Уелс“ (HMS Prince of Wales) с разрушители в съпровождане към югозападното крайбрежие на Исландия. Крайцерът „Съфолк“ (HMS Suffolk) трябва да се присъедини към вече намиращия се в Датския пролив крайцер „Норфолк“ (HMS Norfolk). Леките крайцери „Манчестър“ (HMS Manchester), „Бирмингам“ (HMS Birmingham) и „Аретуза“ (HMS Arethusa) трябва да патрулират пролива между Исландия и Фарьорските острови. През нощта на 22 май самия адмирал, начело на съединението, състоящо се от линкора „Кинг Джордж V“ (HMS King George V) и самолетоносача „Викториъс“ (HMS Victorious) с кораби за охрана, отплава от базата на британския флот в залива Скапа Флоу на Оркнейските острови. Флотилията трябва да посрещне появата на германските кораби във водите северозападно от Шотландия, където към нея трябва да се присъедини линейният крайцер „Рипалс“ (HMS Repulse).
Вечерта на 23 май в наполовина затворения от леда Датски пролив, в гъста мъгла, „Норфолк“ и „Съфолк“ имат визуален контакт с германската флотилия. „Бисмарк“ открива огън по „Норфолк“. Британските кораби предават съобщение на своето командване и отстъпват в мъглата, продължавайки да следват противника по радар на разстояние 10 – 14 мили. След стрелбата на „Бисмарк“ излиза от строя носовият радар, за това Лютиенс заповядва на „Принц Ойген“ да се движи пред „Бисмарк“. За да се затрудни разпознаването им, на корабите са боядисани в тъмен цвят горните части на оръдейните кули и са закрити свастиките на палубите с брезент.

### Боят в Датския пролив
Британските кораби „Худ“ и „Принц оф Уелс“, плаващи за прехващането на „Бисмарк“, установяват визуален контакт с немското съединение рано сутринта на 24 май. Британските кораби започват боя в 5:52 сутринта от разстояние 22 км. Вицеадмирал Холанд, командващ британската група, заповядва да се открие огън по първия кораб, погрешно приемайки го за „Бисмарк“. На „Принца“ разбират грешката и откриват огън по втория немски кораб. Германската страна известно време не отговаря: адмирал Лютиенс има заповед да не влиза в бой с военни кораби на противника, ако те не влизат в конвой. Обаче след няколко британски залпа капитан Линдеман заявява, че няма да позволи безнаказано да се стреля по неговия кораб. „Принц Ойген“ и „Бисмарк“ откриват ответен огън по „Худ“. Холанд разбира за своята грешка, но това видимо не стига до управлението на огъня, тъй като „Худ“ до края продължава да стреля по „Принц Ойген“.
В 5:56 шестият залп на „Принца на Уелс“ носи попадение: снарядът пробива горивни цистерни, предизвиквайки обилен теч на гориво и навлизане на вода в цистерните. „Бисмарк“ започва да оставя нефтена следа. Минута по-късно „Худ“ получава попадение от втория залп на „Принц Ойген“ и третия залп на „Бисмарк“, на кърмата и при мидъла на кораба започват пожари. „Бисмарк“ получава попадение от деветия залп на „Принца“ под водолинията, а минута по-късно и трето. Към 6:00 корабите се намират на разстояние 16–17. По това време на „Худ“ се раздава взрив, видимо предизвикан от попадението от петия залп на „Бисмарк“ в хранилището на боезапаса, корабът е разкъсан на две части, носът и кърмата се вдигат във въздуха, и той потъва за броени минути. Освен трима души, целият екипаж, състоящ се от 1418 души, загиват. Линкорът „Принц на Уелс“ продължава боя, но много неуспешно: той е принуден да се приближи до 14 км към двата немски кораба, за да избегне сблъсъка с потъващия „Худ“. Още повече, че на него се дооправят оръдия, а работници от корабостроителницата се опитват по време на боя да ремонтират заклинилите оръдия на носовата четириоръдейна кула. Линкорът излиза от боя под димна завеса, с получени седем попадения.
Капитан Линдеман предлага да се започне преследване и да се потопи „Принца на Уелс“, обаче адмирал Лютиенс взема решението да се продължи похода.
На „Бисмарк“ е изваден от строя един от генераторите, в котелно отделение № 2 започва да навлиза вода, пробити са две горивни цистерни, и има диферент към носа и крен по десния борд. Лютиенс решава да води „Бисмарк“ за ремонт във френското пристанище Сент Назер, откъдето след ремонта той може безпрепятствено да излезе в просторите на Атлантика. Освен това по-късно към него могат да се присъединят „Шарнхорст“ и „Гнайзенау“. Капитанът на „Принц Ойген“ получава да продължи атаката по британските конвои самостоятелно.

### Преследване
„Норфолк“, „Съфолк“ и „Принц Уелски“ продължават да преследват немците, съобщавайки тяхното местоположение. Гибелта на „Худ“ е крайно болезнено възприета в британското Адмиралтейство, а за разследването на обстоятелствата за нея по-късно е учредена специална комисия. По-голямата част от намиращите се в Северния Атлантик британски военни кораби е привлечена към лова на „Бисмарк“, включая корабите от охраната на много от конвоите. Така например намиращите се западно от Ирландия линкор „Родни“ (HMS Rodney) и три от четирите разрушителя, съпровождащи превърнатия във военен транспорт лайнер „Британик“ (Britannic), сутринта на 24 май получават заповед да изоставят конвоя и да се присъединят към съединението на адмирал Тови. Допълнително са задействани още два линкора и два крайцера. Съединението „H“, намиращо се в Гибралтар, също е приведено в готовност, в случай че „Бисмарк“ се насочи към тях.
На 24 май, в 18:14, „Бисмарк“ в мъглата се обръща право към своите преследвачи. В краткия обмен на залпове няма попадения, обаче британските кораби са принудени да се отклонят, и „Принц Ойген“ успешно прекъсва контакта. „Принц Ойген“ пристига във френския Брест след 10 дни. В 21:32 Лютиенс съобщава на командването, че поради липсата на гориво „Бисмарк“ не може да продължава опитите да се откъсне на преследвачите и е принуден да плава напряко към Сент Назер.
Вечерта на 24 май адмирал Тови заповядва на самолетоносача „Викториъс“ да съкрати дистанцията, и в 22:10 от него стартират 9 торпедоносеца „Суордфиш“. Под силен огън те атакуват линкора и постигат едно торпедно попадение в десния борд. Независимо от лошото време, тъмнината, неопитността на екипажите и повредата на насочващия радиофар, всички самолети към 02:30 успяват да се върнат на „Викториъс“. От попадението няма сериозни повреди, то попада в главния броневи пояс. Екипажа на „Бисмарк“ губи един човек (първа загуба за времето на похода). За защита от нападение са задействани всички зенитни оръдия и даже голямокалибрените, „Бисмарк“ увеличава скоростта, изпълнявайки противоторпедни маневри. В резултат на това платнените пластири, затапващи пробойната в носовата част, се отлепват, течът усилва диферента по носа. Котелно отделение № 2 е окончателно наводнено.
В нощта на 24 по 25 май „Бисмарк“, възползвайки се от това, че неговите преследвачи, видимо опасявайки се от възможни атаки на подводни лодки, започват да правят зигзаци, прекъсва контакта. В 4:01 на 25 май „Съфолк“ съобщава: „контактът с неприятеля е загубен“.

### Откриване
Обаче на „Бисмарк“ видимо продължават да приемат сигналите от радара на „Съфолк“ и в 7:00 сутринта на 25 май Лютиенс съобщава на командването, че преследването му продължава, а в 9:12 предава още една доста дълга радиограма. Вечерта командването съобщава на Лютиенс, че британците видимо са го загубили, и заповядва да се съобщят данните за своето местоположение и скорост, ако това не е така. Ответна радиограма от Лютиенс няма, но радиоприхващането на сутрешните съобщения позволява на британската страна приблизително да определи местоположението на „Бисмарк“. Въпреки това Тови погрешно заключава, че „Бисмарк“ се е насочил към пролива между Исландия и Фарьорските острови и неговото съединение започва движение на североизток.
В 10:10 на 26 май „Бисмарк“ е засечен на 690 морски мили северозападно от Брест от американо-британския екипаж на хидроплан „Каталина“ на британското командване на бреговата авиация. Самолетът излита за издирването от базата Касл Аркдейл от езерото Лох Ерн в Северна Ирландия. В този момент зад щурвала на хидроплана се намира Леонард Б. Смит, енсин от военноморските сили на САЩ, неофициално, поради това че неговата страна към този момент не участва във войната, в качеството му на инструктор, а също втори пилот за хидроплан „Каталина“ от 209 ескадрила на RAF. За да избегнат плътния зенитен огън, Смит спешно хвърля дълбочинните бомби и отвежда хидроплана в облаците, впоследствие изгубвайки противника от поглед. По-късно на същия ден „Бисмарк“ е засечен от два други американски пилота – лейтенант Джонсън от 240 ескадрила на RAF и енсина Рейнхарт от 210 ескадрила на RAF. На Лютиенс му остават около 690 мили до Брест (Франция). Това означава, че при приближаването му към бреговете на окупираната Франция той скоро би могъл да използва за прикритие на своя кораб по въздуха самолетите на Луфтвафе.
Единственото британско съединение, способно да забави „Бисмарк“, е съединение „H“ под командването на адмирал Съмървил, което отплава от Гибралтар, имайки в своя състав самолетоносача „Арк Роял“ (HMS Ark Royal). В 14:50 от него към мястото на откриването излитат торпедоносците-биплани „Суордфиш“. Към това време в този район се намира отделилият се за установяването на контакт с „Бисмарк“ крайцер „Шефилд“ (HMS Sheffield), и непредупредените за това пилоти погрешно започват торпедна атака по него. За щастие на британците, нито едно от 11 пуснати торпеда не попада в целта. След това недобре представилите се в тази атака магнитни взриватели на торпедата е решено да се заменят с контактни.
Към 17:40 „Шефилд“ установява визуален контакт с „Бисмарк“ и започва преследване. В 20:47 петнадесет торпедоносеца от „Арк Ройял“ започват втора атака по „Бисмарк“. Две машини се водят от пилотите толкова ниско, че разчетите на скорострелната малокалибрена артилерия се намират над атакуващите и трудно ги различават на фона на вълнуващото се море. Британските пилоти постигат две (три, според други източници) попадения. Едно от тях е с решаващи последствия: опитвайки се да се отклони от торпедата, „Бисмарк“ завива наляво, и торпедото вместо пояса от брони по десния борд попада в кърмовата част, причинявайки тежка повреда на рулевия механизъм и заклинвайки рулите. „Бисмарк“ губи възможност да маневрира и започва да описва циркулации. Опитите да се възстанови управляемостта му са без успех, и линкорът започва да се движи на северозапад.
Около 21:45 „Бисмарк“ открива огън по „Шефилд“, ранявайки 12 (по други сведения, 13) души, а през нощта влиза в боя с британско съединение, състоящо се от разрушителите „Казак“ (HMS Cossack), „Сикх“ (HMS Sikh), „Зулус“ (HMS Zulu) и „Маори“ (HMS Maori), заедно с предадения на Великобритания полски разрушител „Гръм“ (Piorun). Нито едната, нито другата страна нямат преки попадения. Към сутринта е дадена командата „стоп машини“. Корабът вече е в радиуса на действие на бомбардировъчната авиация на Германия, но тя не оказва помощ на „Бисмарк“. Инженер-капитана Юнак (на немски: Junack) моли мостика за разрешение да даде поне малък ход по техническа необходимост. От мостика му отговарят: „Ах, правете, каквото искате“. Корабът тръгва на малък ход. В 8:15 за последен път е обявена бойна тревога.

### Потопяването
На 27 май, в 08:00 сутринта „Родни“ и „Кинг Джордж V“ приближават „Бисмарк“ на разстояние 21 морски мили (39 км). Към този момент видимостта е само 10 морски мили (19 км) и вълнението на морето достига 4 – 5 бала. Вятърът духа от северозапад, по сила равен на 6 – 7 бала. „Родни“ държи курс на север така, че да води огън по „Бисмарк“ от достатъчна дистанция, а в същото време „Кинг Джордж V“ поема настрана.
Огънят е открит в 08:47. „Бисмарк“ отвръща на огъня, но неговата неспособност да се отклонява и крена негативно влияят на точността на стрелбата. Ниската скорост (седем възела) също правят кораба лека цел за тежките крайцери „Норфолк“ и „Дорсетшир“, които обединяват своята огнева мощ. В 09:02 8-дюймов (203-милиметров) снаряд на „Норфолк“ поразява главния далекомерен пост на фокмачтата. При това е убит офицер Адалберт Шнейдер (на английски: Adalbert Schneider), награден с Рицарски кръст в ранните часове на същата сутрин за участието му в потопяването на „Худ“. В 09:08 406-мм снаряд от „Родни“ поразява двете носови кули на „Бисмарк“, „Anton“ и „Bruno“, изваждайки от строя последната. Едновременно друго попадение разрушава предния контролен пункт, убивайки болшинството висши офицери. Кърмовите кули на кораба „Caesar“ и „Dora“ продължават стрелбата от близка дистанция, но нямат попадения.
В 09:21 „Dora“ е ударена. Разчетът на „Anton“ успява да даде един последен залп в 09:27. В 09:31 „Caesar“ дава своя последен залп и тогава излиза от строя. Близките разриви на снарядите от този залп повреждат „Родни“, заклинвайки торпедните му апарати. Огънят на „Бисмарк“ в хода на цялото сражение е съсредоточен по „Родни“, с надежда за успех, подобен на достигнатия в противоборството с „Худ“. Когато адмирал Хернси наблюдава това, той отбелязва: „Слава Богу, немците стрелят по „Родни““.
След 44 минути бой тежките оръдия на „Бисмарк“ замлъкват. „Родни“ приближава на далечина прав изстрел (приблизително 3 км), в същото време „Кинг Джордж V“ продължава стрелбата от голямо разстояние.
„Бисмарк“ не спуска своя боен флаг. Британците нямат желание да оставят „Бисмарк“ на мира, но и той не показва признаци да се предава, независимо от неравната борба. Запасите гориво и снаряди в британската ескадра не са много големи. Това създава допълнителни трудности за линейните кораби, които искат да потопят бойна единица подобна на „Бисмарк“, независимо от численото превъзходство. Обаче когато става очевидно, че техният враг няма да може да достигне пристанище, „Родни“, „Кинг Джордж V“ и разрушителите са отзовани. Крайцерите получават заповед да довършат „Бисмарк“ с торпеда. „Норфолк“ използва своите последни торпеда, включилият се в атаката „Дорсетшир“ (HMS Dorsetshire) пуска три 533-мм торпеда, които поразяват „Бисмарк“ от малка дистанция.
Горната палуба на линейния кораб е почти напълно разрушена, но неговите машини все още функционират. Йохан Ханс Цимерман (огняр в котелното отделение на „Бисмарк“) разказва за задбордна вода, подстъпваща към линиите на подаване на гориво към котлите, което кара механиците да намалят скоростта до седем възела, опасявайки се от взрив.
Издадена е заповед да се отворят кингстоните и да се изостави кораба. Много хора от членовете на екипажа скачат зад борда, но от долните палуби само няколко моряка успяват да останат живи. Капитан Линдеман се смята за убит с всички офицери след като мостикът е поразен от 16-дюймов (406-милиметров) снаряд. Не е ясно също той ли е издал заповедта да се напусне кораба или не. В същото време някои от оцелелите настояват, че са видели капитана жив, доброволно останал на своя потъващ към дъното кораб.
„Бисмарк“ потъва в 10:39 сутринта, заставайки на дъното на равен кил. Някои от членовете на екипажа не правят опити да отплуват по-надалеч, но се катерят по дъното и отиват под водата заедно с кораба, с вдигнати за приветствие ръце. Без да знае за неговата съдба, Група „Запад“ – немската командна база – продължава да изпраща сигнали към „Бисмарк“ още няколко часа, докато агенцията „Ройтерс“ не съобщава в новините си от Великобритания, че „корабът е потопен“. Във Великобритания, в Палатата на общините, съобщават за потопяването на „Бисмарк“ на същия ден. Крайцерът „Дорсетшир“ и разрушителят „Маори“ остават, за да спасят оцелелите, но поради тревогата, обявена при появата на немска подводна лодка, напускат мястото на битката, съумявайки да спасят 111 моряка на „Бисмарк“ и изоставяйки останалите от екипажа във водата. Сред спасените е корабната котка. Вечерта немската подводна лодка U-74 взема тримата останали живи немски моряци, спасили се върху надуваем сал. Още двама моряка на надуваем сал спасява на следващата сутрин немският метеорологичен съд „Саксенвалд“ (на немски: Sachsenwald). Всичко от 2220 души екипаж на „Бисмарк“ загиват 2104.
След този бой Джон Тови пише в своите мемоари: „„Бисмарк“ дава най-героичния бой при най-невъзможните условия, достоен за старите дни на Имперския немски флот, и той потъва под водата с вдигнат флаг“. Адмиралът иска да заяви това публично, но Адмиралтейството възразява: „По политически причини е важно, нищо от чувствата, изразени от Вас, да не получават гласност, обаче ние (също) се възхищаваме от героичната схватка“.
Въпросът за причините, предизвикали гибелта на кораба, дълго време е предмет на дискусии: торпедата на „Дорсетшир“ ли причиняват смъртоносната повреда или корабът потъва в резултат на действията на трюмната команда, след заповедта да се отворят кингстоните. Съществува мнение, че устойчивостта на кораба е нарушена от съвместното действие на тези фактори. Каквото и да се е случило, подводната експедиция на Джеймс Камерън към потъналия кораб показва, че кингстоните на кораба са отворени.

### Действия на немските подводници по време на похода на „Бисмарк“
Немските подводни лодки в състава на „вълчите глутници“ в Атлантическия океан, водещи лов на конвоите на съюзниците, са информирани за похода на „Бисмарк“ и „Принц Ойген“.
На 24 май в радиограма към подводниците се съобщава за победата на „Бисмарк“ над „Худ“ и се препоръчва да се ръководят от заповедите, отчитащи операциите на „Бисмарк“.
На 25 май, на няколкостотин мили от „Бисмарк“ подводната лодка U-557 открива и атакува голям конвой.
На 26 май лодката получава заповед да предаде своите координати на другите подводници за съвместна атака.
Сутринта на 27 май подводните лодки получават заповед:
| „ | До всички. Спешно. Подводниците, имащи запас от торпеда, незабавно, на максимална скорост, да се насочат към „Бисмарк“ в квадрата БЕ-29. | “ |

Заповедта е получена със закъснение от 8 часа: подписана е в 21:15 на 26 май, когато много от лодките, участващи в атаката на конвоя, са скрити под водата от ескортите, без да имат възможност да получат заповедта. Още повече по това време лодките следват конвоя на север от „Бисмарк“. U-556 предава радиограма за това, че „Бисмарк“ води безнадежден бой. В 11:25 от щаба е получена радиограмата:
| „ | „Бисмарк“ е жертва на масирания огън на противника. Към всички намиращи се наблизо подводници да водят издирване на оцелелите членове от екипажа на линкора. | “ |

Вечерта на 27 май след няколко часа издирване подводницата U-74 намира трима оцелели моряка.
Пристигналата на 29 май, два дни и седем часа след гибелта на кораба, в квадрата БЕ-65, U-556 открива само множество плаващи отломки и дебел слой нефт във водата. След ден издирване лодката се връща в района на патрулирането си.

## Обсъждане
Последният бой на „Бисмарк“ показва колко е трудно за линеен кораб да потопи друг линеен кораб, даже при числено превъзходство. От друга страна решаващото попадение в „Бисмарк“ е направено с едно торпедо от неголям самолет. Не е известно кое точно става причина за гибелта на линкора. Според думите на оцелелите възможната причина за потъването е наводняването на кораба от екипажа, а не английското торпедо. В зоната на попадението на торпедото се вижда отчетливо, че по противоторпедната преграда повреди няма. Попадението на торпедото не потопява кораба, а пречупва руля, което дава време за достигане към мястото на сражението на главните сили на английския флот. Гибелта на „Бисмарк“ се явява ярка илюстрация за загубата от линкорите на главната роля във флота, която преминава към самолетоносачите.
Немското военноморско командване скоро се отказва от рейдерски действия на надводния флот и залага на неограничената подводна война. Вторият кораб от типа „Бисмарк“, линкорът „Тирпиц“, повреден от британските миниподводници и няколко години престоял под защитата на боново заграждение и мола в норвежкия фиорд Тромсьо (на норвежки: Tromsö), за цялата война няма нито един залп по неприятелски кораби. Той е потопен на 12 ноември 1944 г. в резултат на масирано нападение на британската авиация с участието на торпедоносците „Баракуда“ и бомбардировачи „Ланкастър“, използващи специално направените за целта авиобомби с тегло 5,4 т. При това загиват 28 офицера и 874 души от екипажа. Обаче британците са принудени да съхраняват значителни морски и въздушни сили, в случай че намиращият се в Тромсьо линкор излезе в морето.
През 1960 г. режисьорът Люис Джилбърт заснема филма „Потопете Бисмарк!“ (на английски: Sink the Bismarck!).
„Бисмарк“ и „Тирпиц“ често са сравнявани с лайнерите „Титаник“ и „Олимпик“. „Бисмарк“, както и „Титаник“, загива в своето първо далечно плаване и получава легендарна известност, в същото време „Тирпиц“ и „Олимпик“ са много по-малко известни, макар и да служат много по-дълго.

## Издирване на останките
Издирването на потъналия линкор започва още през 1988 г. от океанографа и изследователя Робърт Балард. Първата експедиция завършва безрезултатно, но втората има успех – отломките на „Бисмарк“ са открити на 8 юни 1989 г., в точката с примерни координати 48°10′00″ с. ш. 16°12′00″ з. д. / 48.166667° с. ш. 16.2° з. д., на около 960 км западно от крайбрежието на Франция. Отломките, изучени с помощта на дистанционно управляемия автономен дълбоководен апарат „Argo“, се намират на дълбочина 4790 метра, на склона на угаснал подводен вулкан (извивката на склона съставлява 14,5°) с височина около 1000 метра. Корпусът на потъналия линкор се е плъзнал по склона почти на 1500 метра от мястото на падането му, на което остава видим кратер от удара, създаден в дънните наноси от масивния корпус при съприкосновението му с дъното. Корпусът лежи на дъното почти на равен кил и приблизително до водолинията е покрит с дънните наноси. В хода на потъването всичките 4 кули за оръдията на главния калибър са изпаднали и лежат отделно. Кърмовата част също е изгубена (до шпангоут 10,5). Освен това ги няма: горната част от предната надстройка, комина, гротмачтата, десния кран (левия лежи на барбета на кула „Цезар“), щитовете на 105-мм оръдия и част от останалите конструктивни елементи. Носовата надстройка по левия борд е много силно повредена от огъня на британските кораби. Но като цяло останките на кораба и до днес се намират в относително запазено състояние. Така например и до днес е съхранена дървената настилка на палубата, а свастики в носовия и кърмовия край все още се забелязват.
Както показват реконструкциите, „Бисмарк“ е потънал, преобръщайки се по борда, а след това (вече под водата) се преобръща нагоре с кила, което предизвиква „изпадането на кулите от техните гнезда“; след това отново се преобръща, вече с кила надолу, и в това положение докосва дъното и слиза по склона на вулкана. В хода на потъването, възможно вследствие на преобръщанията на корпуса, част от кърмовия край се разрушава или се откъсва.
През юни 2001 г. към отломките на „Бисмарк“, за първи път се спускат хора (в хода на експедицията на Майкъл МакДоуел, „Deep Ocean Expeditions“) на обитаемите дълбоководни апарати „Мир“. База на експедицията е руският научноизследователски океанографски съд „Академик Мстислав Келдиш“.
От 9 до 13 юни 2001 г. към отломките на „Бисмарк“ се гмурка дистанционно управляемия автономен дълбоководен апарат „Магелан-275“ (в рамките на експедицията под ръководството на Дейвид Меарнс (на английски: David Mearns), за откриване и изследване на отломките на линейния крайцер HMS Hood).
В периода май – юни 2002 г., в хода на експедицията под ръководството на Джеймс Камерън, са осъществени 6 потапяния на апаратите „Мир“ към отломките на линкора (като база пак се използва „Академик Мстислав Келдиш“). Експедицията открива отсъствието на корпуса на линкора на външната обшивка под водолинията (между шпангоути 32 и 202,7), вероятно изгубена при удара на корпуса с дъното. На основа данните, получени в резултат на проведената експедиция, е заснет документалният филм „Експедиция: „Бисмарк““ (на английски: Expedition: Bismarck).
През 2002 и 2005 г. Майкъл МакДоуел отново организира експедиции към потъналия кораб с използването на апаратите „Мир“ (6 и 4 спускания съответно).
Като цяло изучаването на останките на потъналия кораб показва, че цитаделата на линкора нито веднъж не е пробита по бордовете, т.е. от настилен огън. Големите вдлъбнатини по бронирания пояс вероятно свидетелстват за това, че част от снарядите на британските линкори са рикоширали от бордовата броня на „Бисмарк“.
Кърмовата част на корпуса и до днес не е открита, което свидетелства за това, че тя се е откъснала от основната част на корпуса при неговото потапяне към дъното.
Картината на повредите по корпуса указва, че непосредствената причина за потъването не е разрушаването на целостта на цитаделата на кораба от въздействието на огъня на оръдията на главния калибър на британските линкори, а отварянето на кингстоните от екипажа на линкора (това предположение има своето потвърждение в показанията на оцелелите членове на екипажа на линкора).
Също не е точно установено дали е била пробита цитаделата през палубите, т.е. отгоре.

## В масовата култура
- Тенеси Ърни Форд. Потопяването на „Бисмарк“
- Британския художествен филм Потопете Бисмарк!.
- Епизод от документалния сериал „Секунди до катастрофата“, където се разказва, че причина за гибелта на кораба стават поредица от грешки на Хитлер и командването на Третия Райх.
- През 2002 г. Джеймс Камерън, след година подготовка, на руския научноизследователски океанографски кораб „Академик Мстислав Келдиш“ организира експедиция от два батискафа на дълбочина 4800 метра към „Бисмарк“, за което снима филма Експедиция: „Бисмарк“ за канала Discovery[14].
- През 2010 г. руския метъл-проект Salantina издава албума „1079“, в който песента „Победа и Смърт“ е посветена на сражението и гибелта на линкора „Бисмарк“.
- През 2019 г. шведската пауър метъл група Sabaton издава сингъла „Bismarck“.

## Корабомоделизъм
Линкорът Bismarck е широко представен в стендовия моделизъм. Сглобяеми пластмасови модели копия на линкора в мащаб 1/200, 1/350, 1/400, 1/700, 1/1200 се произвеждат от фирмите Звезда, Моделист (Русия), Ревел (Германия), Трумпетер (Китай) и други.

## Коментари
1. ↑  Според споразумението между британското и ирландското правителства на хидропланите е разрешено да пресичат ирландската територия няколко километра западно от езерото, което ги избавя от необходимостта да заобикалят неутралната Ирландия от север и увеличава радиуса на действие на самолетите.